# Cox Lagoon
Cox Lagoon är en sjö i Belize. Den ligger i distriktet Belize, i den centrala delen av landet, 30 km nordost om huvudstaden Belmopan.